# Gergő Iváncsik
Dans le nom hongrois Iváncsik Gergő, le nom de famille précède le prénom, mais cet article utilise l’ordre habituel en français Gergő Iváncsik, où le prénom précède le nom.
Gergő Iváncsik, né le 30 novembre 1981 à Győr, est un ancien handballeur hongrois. Il a notamment évolué au poste de ailier droit au Veszprém KSE et en équipe nationale de Hongrie. Il est le frère aîné de Tamás Iváncsik.
Avec 270 sélections entre 2000 et 2017, Iváncsik est le quatrième joueur le plus capé de la Hongrie

## Carrière

### En club
Compétitions internationales
- Vainqueur de la Coupe des coupes (1) : 2008
- Finaliste de la Ligue des champions (3) : 2002, 2015, 2016
- Finaliste de la Supercoupe de l'EHF (1) : 2008

Compétitions trans-nationales
- Vainqueur de la Ligue SEHA (2) : 2015, 2016

Compétitions nationales
- Vainqueur du Championnat de Hongrie (16) : 2001, 2002, 2006, 2007, 2008, 2009, 2010, 2011, 2012, 2013, 2014, 2015, 2016, 2017
- Vainqueur de la Coupe de Hongrie (14) : 2002, 2003, 2004, 2005, 2007, 2009, 2010, 2011, 2012, 2013, 2014, 2015, 2016, 2017

### En équipe nationale
- Championnat du monde junior
-  Médaillé de bronze au Championnat du monde junior 2005 en  Hongrie

## Statistiques
| Saison    | Club     | Europe | Europe | Europe |
| Saison    | Club     | Comp   | MJ     | Buts   |
| --------- | -------- | ------ | ------ | ------ |
| 2001-2002 | Veszprém | LDC    | 12     | 21     |
| 2003-2004 | Veszprém | LDC    | 6      | 10     |
| 2004-2005 | Veszprém | LDC    | 5      | 12     |
| 2005-2006 | Veszprém | LDC    | 12     | 30     |
| 2006-2007 | Veszprém | LDC    | 8      | 26     |
| 2007-2008 | Veszprém | LDC    | 6      | 20     |
| 2008-2009 | Veszprém | LDC    | 9      | 29     |
| 2009-2010 | Veszprém | LDC    | 14     | 71     |
| 2010-2011 | Veszprém | LDC    | 12     | 41     |
| 2011-2012 | Veszprém | LDC    | 12     | 31     |
| 2012-2013 | Veszprém | LDC    | 14     | 15     |
| 2013-2014 | Veszprém | LDC    | 15     | 33     |
| 2014-2015 | Veszprém | LDC    | 15     | 25     |
| 2015-2016 | Veszprém | LDC    | 20     | 28     |
| 2016-2017 | Veszprém | LDC    | 16     | 16     |
|           | Veszprém | LDC    | 176    | 408    |
| Total     | Total    | Total  | 176    | 408    |

## Distinction
- Élu meilleur handballeur de l'année en Hongrie en 2010